# إيفان بيليتزولي
إيفان بيليتزولي (مواليد 18 نوفمبر 1980) هو لاعب كرة قدم إيطالي محترف، يلعب في مركز حارس مرمى، لاعب حر لا يلعب لأي نادي حالياً.
حصل على المرتبة الرابعة والأربعين في تصنيف أفضل حراس المرمى في العقد 2001- 2010 من قبل الاتحاد الدولي لتاريخ وإحصاءات كرة القدم (ويحتل المرتبة الثالثة من بين الإيطاليين بعد جانلويجي بوفون وفرانشيسكو تولدو، وعلى قدم المساواة مع كارلو كوديتشيني.

## مسيرته مع الأندية

### بداية المسيرة
بعد أن لعب لـأتلانتا وتريستينا من 1997 إلى 2000، ظهر لأول مرة مع أتلاتنا في 5 نوفمبر 2000، خلال موسم 2000-2001، سرعان ما برز كحارس مرمى واعد خلال المباريات التي خاضها، وأستطاع خطف المركز الأساسي من زملائه في المركز آنذاك ألبرتو فونتانا ودافيد بيناتو، وأعتبرته وسائل الإعلام في بادئ الأمر كأحد أفضل اللاعبين الشباب في حراسة المرمى في إيطاليا.

### روما
في الصيف التالي، وقع مع بطل إيطاليا لعام 2001 نادي روما مقابل 33 مليار ليرة إيطالية وبعقد مدته 5 سنوات، وبمرتب 3,372.2 مليون ليرة إيطالية في الموسم الواحد (تم التوقيع معه في يونيو 2001؛ بحوالي 17,043,078 مليون يورو و1.743 مليون يورو كراتب سنوي)، وفاز بكأس السوبر الإيطالي في أول موسم له.. كان في البداية كحارس إحتياطي لزميله فرانشيسكو انتونيولي، ولكن في منتصف موسم 2002-03، أصبح الحارس الأساسي للنادي تحت قيادة فابيو كابيلو، مما ساعد روما في الوصول إلى نهائي كأس إيطاليا عام 2003. خلال موسم 2003-04، أستطاع بيليتزولي أن يكون أقل حارس إستقبالاً للأهداف في الدوري بأكمله خلف قوة دفاعية مؤلفه من كريستيان بانوتشي، والتر صامويل، كريستيان كيفو وفنسنت كانديلا، حيث أنهى روما الموسم في المركز الثاني. خلال هذا الموسم، تمكن أيضاً من تسجيل خامس أطول سلسلة متتالية من دون تسجيل أهداف في مرماه، حيث حافظ على شباكه نظيفة لمدة 774 دقيقة دون إٍستقبال أهداف. على الرغم من أدائه، لم يتم إختياره في المنتخب من أجل بطولة أمم أوروبا 2004 (على الرغم من ضمه إلى الفريق الأولمبي الإيطالي بدلاً من ذلك، وساعد فريقه بالحصول على الميدالية البرونزية). على أية حال، أعطى أداءه الغير مستقر لاحقاً جانلوكا كورشي وكارلو زوتي فرصة للعب خلال موسم 2004-05.

### ريجينا
بسبب خسارته للمنافسة، قام بالتوقيع من نادي ريجينا في عام 2005 في صفقة ملكية مشتركة مقابل مبلغ ضئيل جداً 500 يورو.:63 تنافس إيفان مع زميله نيكولا بافاريني على دور حارس مرمى الفريق الأول. وعلق ريجينا آماله على استعادة بيليتزولي لأدائه الرائع في موسم 2003-2004، لكنه لم إيجاد نفسه في ريجينا، رغم أنه لعب دوراً في إبقاء فريقه في دوري الدرجة الأولى. في يونيو 2006، تخلى روما عن 50% المتبقية من ملكيته للاعب لريجينا مجاناً.:86

### لوكوموتيف موسكو
في 31 يناير 2007، وقع لوكوموتيف موسكو عقداً مع بيليتزولي لمدة 3 سنوات. في أول موسم له تنافس على المركز الأساسي مع إلدين ياكوبوفيتش، وفي موسمه الثاني مع إيفان ليفينيتس وماريك تشيك، مما جعله يصبح الحارس الرابع في الفريق.

### البينوليفي
في 31 أغسطس 2009، قام لوكوموتيف موسكو بإعارة إيفان لنادي في الدوري الإيطالي الدرجة الثانية وهو نادي البينوليفي لموسم واحد، مع عودة إلدين ياكوبوفيتش إلى موسكو. ظهر لأول مرة مع فريقه في 19 سبتمبر 2009. بعد أن لعب 3 مباريات في شهر سبتمبر، تم إستبعاده وفقد مكانه كخيار أول وعلى مقاعد البدلاء. استعاد بيليتزولي مكانه المعتاد مُنذ نوفمبر.

### كالياري
في أغسطس 2010، أنضم بيليتزولي إلى نادي كالياري. وقد ألمح أنه سوف يأخذ دور البديل الجاهز في النادي السرديني.

### بيسكارا
في أغسطس 2012، وقع نادي بيسكارا مع بيليتزولي ليكون حارساً إحتياطياً لماتيا بيرين.

### فيتشينزا
في 30 مارس 2016 أنضم بيليتزولي إلى نادي فيتشينزا بعقد قصير الأمد.

### بياتشينزا
بيليتزولي رحل عن نادي بياتشينزا في 2017.

### فوجيا
في 14 يوليو 2017 وقع بيليتزولي عقداً مع نادي فوجيا. غادر النادي مرة أخرى في نهاية عام 2017 بدون أن يلعب أي مباراة.

## روابط خارجية
- إيفان بيليتزولي على موقع الاتحاد الدولي (مؤرشف)  (الإنجليزية)
- إيفان بيليتزولي على موقع قاعدة بيانات كرة القدم.إي يو (الإنجليزية)
- إيفان بيليتزولي على موقع ناشيونال فوتبول تيمز (الإنجليزية)
- إيفان بيليتزولي على موقع Soccerbase.com (لاعب) (الإنجليزية)
- إيفان بيليتزولي على موقع Soccerway.com (الإنجليزية)
- إيفان بيليتزولي على موقع عالم كرة القدم.نت (الإنجليزية)
- إيفان بيليتزولي على موقع أوليمبيديا (الإنجليزية)
- إيفان بيليتزولي على موقع اللجنة الأولمبية الإيطالية (الإيطالية)